# Jan Prandota
Jan Prandota of Jan Prandota van Białaczów (Białaczów, ca. 1200 - 20 september 1266, Krakau) was de 20e bisschop van het aartsbisdom Krakau en een telg van de Poolse heraldische clan Odrowąż.

## Biografie
Jan Prandota studeerde aan de kathedraalschool in Krakau en daarna rechten in het buitenland. Hij bracht in 1244 de Orde van de Heilige Geest van Montpellier naar Krakau, waar hij voor hun een klooster stichtte.
De bisschop kocht het kasteel van Lipwiec van het Poolse adellijke geslacht Gryfici-Świebodzice en breidde dit uit met houten verdedigingswerken. De donjon was vermoedelijk toen al van steen.
Jan Prandota had als bisschop een groot aandeel in de heiligverklaring van Stanislaus Szczepanowski in 1253 en gaf opdracht voor de bouw van een kapel voor de relieken van deze heilige. Deze kapel stond bekend als de Jan Prandota-kapel. Om de cult rondom Sint-Stanislaus te vergroten werd 1454 de tombe van Jan Prandota in de Wawelkathedraal "per toeval ontdekt", waarna pelgrimstochten naar deze plek werden georganiseerd.
Tussen 1664 en 1676 werd in de Wawelkathedraal het Vasa-kapel op de restanten van de 13e-eeuwse Jan Prandota-kapel gebouwd.

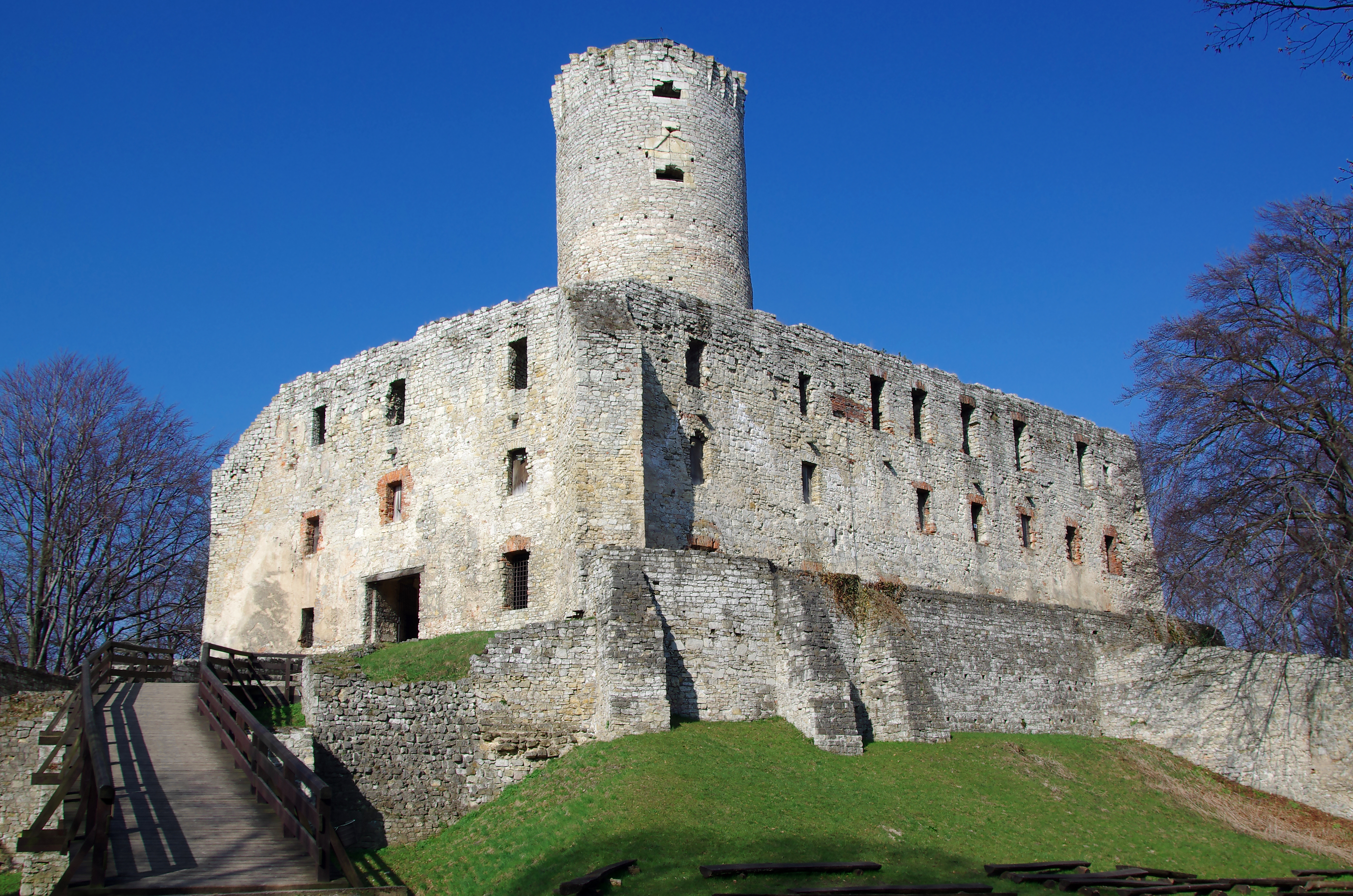
Het kasteel van Lipowiec